# Franco Frattini
Pour les articles homonymes, voir Frattini.
Franco Frattini (né le 14 mars 1957 à Rome et mort dans la même ville le 24 décembre 2022) est un magistrat et un homme politique italien de droite.
Il a été commissaire européen, vice-président, chargé de la Justice et des Affaires intérieures entre le 23 novembre 2004 et avril 2008. Après les élections générales italiennes de 2008, il devient ministre des Affaires étrangères dans le gouvernement Silvio Berlusconi IV, du 7 mai 2008 au 12 novembre 2011.

## Biographie
Franco Frattini a fait des études de droit à l'université Sapienza de Rome, à l'issue desquelles il a commencé une carrière de magistrat administratif. Nommé procureur de l'État le 16 mars 1981, il est promu avocat de l'État le 1er septembre 1984, en poste près de la section générale à Rome. Le 15 novembre 1984, il est nommé juge au Tribunal administratif régional du Piémont. Conseiller d'État depuis le 1er janvier 1986, il est promu président de section en 2009.
Proche du Parti socialiste italien (PSI), depuis sa nomination au Conseil d'État il fut chargé de mission pour divers gouvernements. Il occupa même le poste de vice-secrétaire général de la Présidence du conseil des ministres à l'époque du gouvernement Ciampi, aux côtés de Andrea Manzella.
En mai 1994, Frattini est nommé secrétaire général de la Présidence du conseil par le gouvernement Silvio Berlusconi I. En janvier 1995 Lamberto Dini le prend comme ministre de la Fonction publique et des Affaires régionales dans le gouvernement qui a succédé à celui de Silvio Berlusconi (où Lamberto Dini était ministre du Trésor).
En 1996, Frattini est élu à la Chambre des députés sous l'étiquette Forza Italia (centre-droit), au scrutin majoritaire dans le Trentin-Haut-Adige. Il est battu dans la même circonscription par Gianclaudio Bressa (secrétaire d'État dans le deuxième gouvernement Amato) mais il obtient tout de même un siège grâce au scrutin proportionnel.
Il est nommé aux Affaires étrangères le 13 novembre 2002 à la suite du long intérim de Silvio Berlusconi. En raison de l'échec de Rocco Buttiglione comme commissaire désigné, il est désigné pour le remplacer le 4 novembre 2004 au poste de commissaire chargé de la Justice et des Affaires intérieures.
Il fait partie des signataires de la Constitution pour l'Europe.
D'après sa déclaration d'intérêt, il est actuellement, entre autres, président député de la Free Foundation for Research on European Economy (FREE) et président de l'association The Circle ; membre du conseil général de l'Institut Aspen Italien, membre du Rotary Club et membre à titre individuel de l'Institute of International Affairs (IIA).
Le 10 septembre 2007, Franco Frattini a déclaré lors d'un interview à Reuters qu'il allait lancer des consultations en vue d'interdire l'usage des mots "bombe", "tuer", "génocide" ou "terrorisme" sur Internet.
Élu député du Peuple de la liberté les 13 et 14 avril 2008, il aurait dû opter avant l'ouverture de la session du Parlement le 29 avril 2008, les fonctions de député et de commissaire étant incompatibles. Mais il est resté en fonctions afin de permettre à Berlusconi de désigner son successeur à la Commission après cette date.

## Vie personnelle et mort
Frattini est décédé d'un cancer le 24 décembre 2022, à l'âge de 65 ans.

## Décorations
- Grand commandeur de l'ordre du grand-duc Gediminas (2004)
- Chevalier grand-croix de l'ordre du Mérite de la République italienne (2004)
- Grand-croix de l'ordre de l'Infant Dom Henri (2005)
- Chevalier de l'ordre de Pie IX (2008)
- Commandeur de la Légion d'honneur (2014)